# 펜타민
펜타민(Pentamine)은 신경절 차단제(ganglionic blocker)이다.